# Pedara

Ubicació de Pedara dins de la província

Pedara (sicilià Pirara) és un municipi italià, dins de la ciutat metropolitana de Catània. L'any 2006 tenia 11.808 habitants. Limita amb els municipis de Mascalucia, Nicolosi, San Giovanni la Punta, Trecastagni, Tremestieri Etneo i Zafferana Etnea.

## Administració
| Període | Identitat          | Partit      |
| ------- | ------------------ | ----------- |
| 2008-   | Anthony Barbagallo | Centredreta |